# Philautus erythrophthalmus
Philautus erythrophthalmus là một loài ếch trong họ Rhacophoridae. Chúng là loài đặc hữu của Malaysia.
Môi trường sống tự nhiên của chúng là các khu rừng vùng núi ẩm nhiệt đới hoặc cận nhiệt đới. Loài này đang bị đe dọa do mất môi trường sống.